# Cattleya alaorii
La Cattleya alaorii es una especie de orquídea epífita que pertenece al género de las Cattleya. 

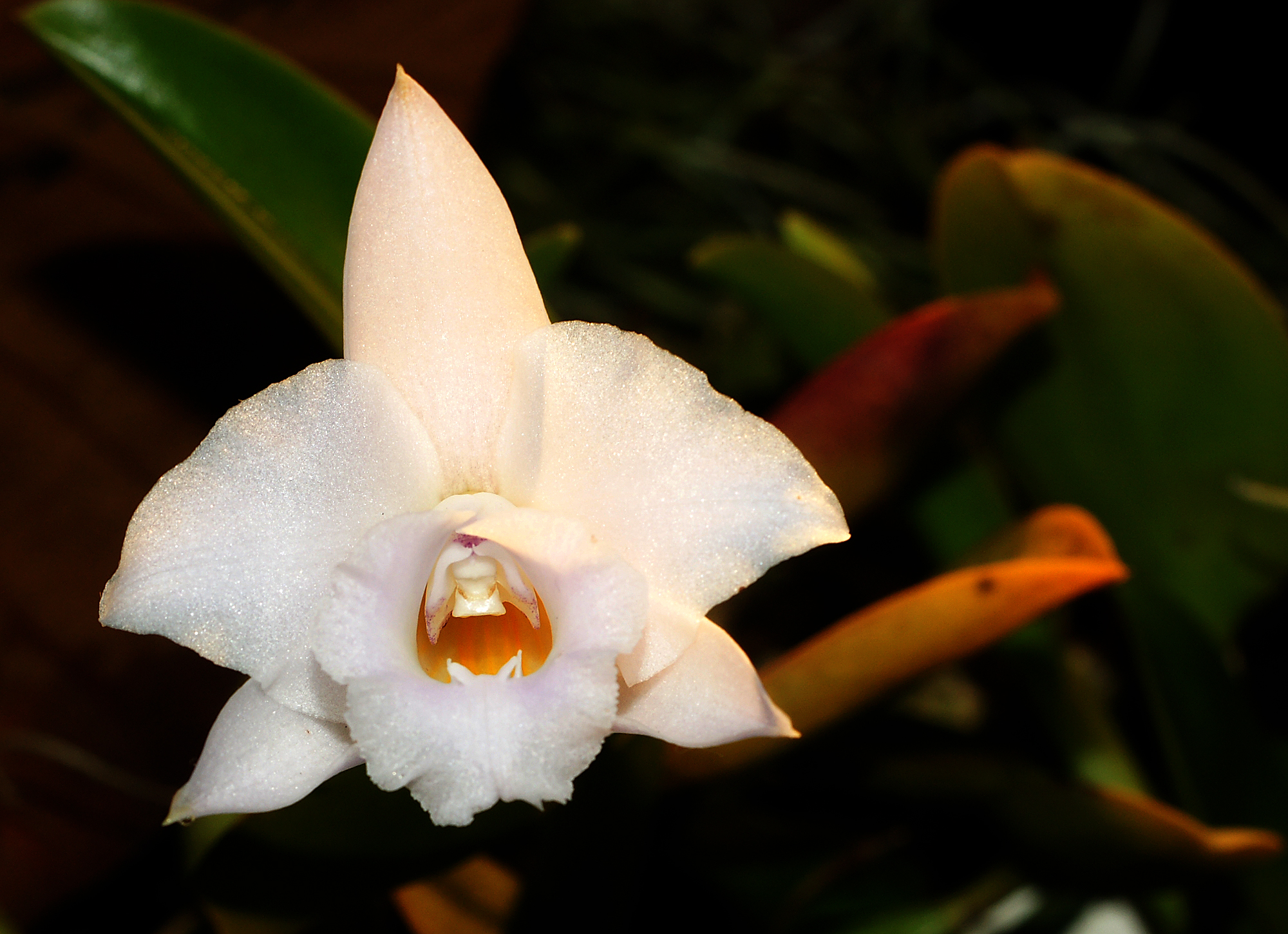
Vista de la flor

## Descripción
Es una orquídea de tamaño pequeño de hábitos crecientes de epífita que tiene una sola inflorescencia de flores resultante de un pseudobulbo de nueva formación con una sola hoja que florece en cualquier época del año con una sola inflorescencia de flores.

## Distribución
Se encuentra en Brasil. 

## Taxonomía
Cattleya alaorii fue descrita por  (Brieger & Bicalho) Van den Berg   y publicado en Neodiversity: A Journal of Neotropical Biodiversity 3: 4. 2008.
Etimología
Cattleya: nombre genérico otorgado en honor de William Cattley orquideólogo aficionado inglés,
alaorii: epíteto otorgado en honor de Laelia Alaori (coleccionista brasileño de especies a finales de 1900)
Sinonimia
- Hadrolaelia alaorii (Brieger & Bicalho) Chiron & V.P.Castro
- Laelia alaorii Brieger & Bicalho
- Laelia alaorii f. dietliana O.Gruss
- Sophronitis alaorii (Brieger & Bicalho) Van den Berg & M.W.Chase
- Sophronitis alaorii f. dietliana (O.Gruss) Van den Berg & M.W.Chase	[1][4][5]